# Suruga (zatoka)

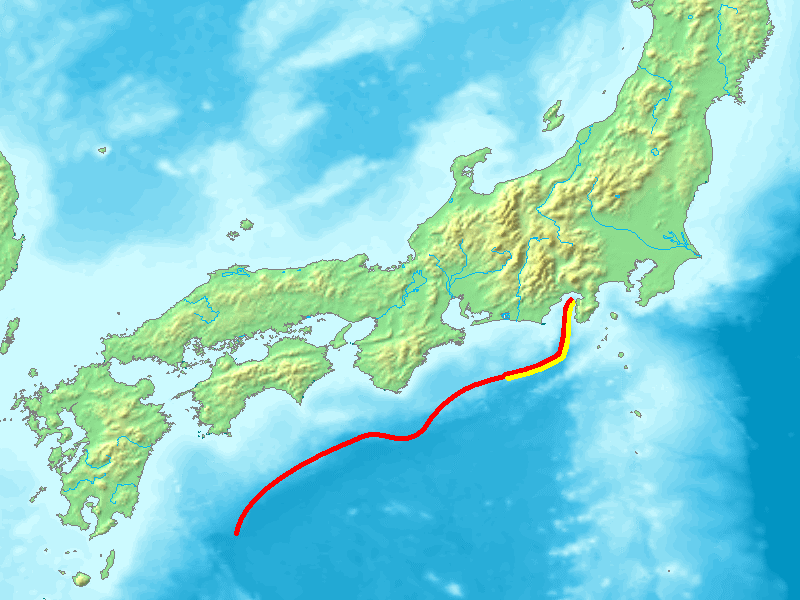
Rowy: Suruga (żółty) i Nankai (czerwony)

Zatoka Suruga (jap. 駿河湾 Suruga-wan) – zatoka w Japonii, w środkowej części wyspy Honsiu (Honshū), otwarta na Ocean Spokojny, w prefekturze Shizuoka. Oblewa zachodnie wybrzeże półwyspu Izu i wschodnie wybrzeża prefektury. 

## Geologia
Zatoka Suruga powstała 600 000 lat temu wskutek subdukcji tektonicznej płyt: filipińskiej i eurazjatyckiej. Łańcuch podwodnych wulkanów, poprzedników dzisiejszego półwyspu Izu, został w ten sposób przesunięty z południowego Oceanu Spokojnego setki kilometrów na północ, powodując zderzenie, które doprowadziło do powstania zatoki i rowu oceanicznego Suruga. Utworzyła się w ten sposób najgłębsza (ok. 2500 m) zatoka w Japonii, tworząc z górą Fudżi (Fuji-san, wys. 3776 m) ogromny kontrast. Fudżi wznosi się bowiem od rowu Suruga, biegnącego od środka zatoki w kierunku południowo-zachodnim wzdłuż archipelagu. Stanowi on północną część rowu Nankai.
Dno zatoki Suruga charakteryzuje się niezwykle ostrymi zboczami, opadającymi pięćset metrów poniżej poziomu morza zaledwie dwa kilometry od wybrzeża. W wewnętrznej części zatoki znajduje się podwodny kanion o głębokości tysiąca metrów, który biegnie poprzez ujście zatoki aż do Rowu Mariańskiego.

## Wody zatoki
W wyniku tych warunków w częściach zatoki blisko brzegu występują trzy rodzaje głębokich wód oceanicznych: prądu Kuro-shio (na głębokości od 200 do 500 m), strefy subarktycznej (500–1500) i Oceanu Spokojnego (1500–2500). Głębokie wody oceanu są zasadniczo pozbawione światła słonecznego, co uniemożliwia fotosyntezę nawet fitoplanktonowi i pozostają całkowicie oddzielone od wód z płytszych obszarów. 
W rezultacie wody te mają niską temperaturę, są bardzo czyste i bogate w składniki odżywcze. Oprócz zapewnienia pożywienia dla szerokiej gamy organizmów morskich, właściwości te pozwalają na wykorzystanie zasobów wód w produktach komercyjnych. Władze prefektury Shizuoka starają się wykorzystać wody Kuro-shio do produkcji m.in. żywności i farmaceutyków.
Chociaż góra Fudżi i zatoka Suruga różnią się tak bardzo wysokością, są one połączone wspólną siecią źródeł. Opady na Fudżi, które wynoszą około 2,5 mld ton rocznie, przedostają się do ziemi i stają się wodami gruntowymi, a następnie wydostają się na powierzchnię w postaci wielu źródeł. Spływając do zatoki tworzą bogate, bioróżnorodne środowisko i dostarczają pożywienia dla wielu organizmów, jak np. małych, różowego koloru, krewetek sakura-ebi (Lucensosergia lucens lub Sergia lucens), które nie występują w innych zbiornikach wodnych Japonii. Potwierdzono również obecność źródeł na dnie zatoki Suruga.

## Wybrzeża zatoki
Zatoka Suruga i otaczający ją region są bardzo atrakcyjne turystycznie i rekreacyjnie ze względu na wyjątkowe urozmaicenie terenu, bogatą roślinność, świetnie zorganizowaną infrastrukturę usług (ryokany, hotele, onseny), cenne zabytki sakralne.
Zachodnia i środkowa część wybrzeża zatoki, od Shizuoki do Numazu, charakteryzuje się piaszczystymi plażami, podczas gdy wschodnia i północno-wschodnia rozciągająca się od Numazu na południe, wzdłuż zachodniego wybrzeża półwyspu Izu, jest na ogół skalista.

## Fauna i flora morska zatoki
Faliste dno morskie i odżywcze wody zatoki tworzą dogodne siedlisko dla około tysiąca różnych gatunków ryb, co stanowi około 40% z 2300 rodzimych gatunków Japonii. Spośród licznych gatunków fauny morskiej w zatoce żyją m.in. tak ciekawe gatunki, jak:
- akaashi-gani → japoński krab pacyficzny (Macrocheira kaempferi, zwany także krabem japońskim lub krabem olbrzymim);
- mitsukurina → rekin Owstona (Mitsukurina owstoni);
- rabuka → płaszczak (Chlamydoselachus anguineus);
- hadaka-iwashi → rodzina świetlikowatych (Myctophidae)
- mendako → ośmiornica Opisthoteuthis depressa[1].

Obok zróżnicowanej fauny w zatoce występuje barwna i bogata flora. Wzdłuż wybrzeża półwyspu Izu rosną liczne wodorosty, w tym m.in.: gronorosty (Sargassum), krasnorosty (Gelidiaceae), zostera morska (Zostera marina L.). Mówi się, że na tym obszarze występuje najwięcej odmian wodorostów w Japonii.

## Galeria

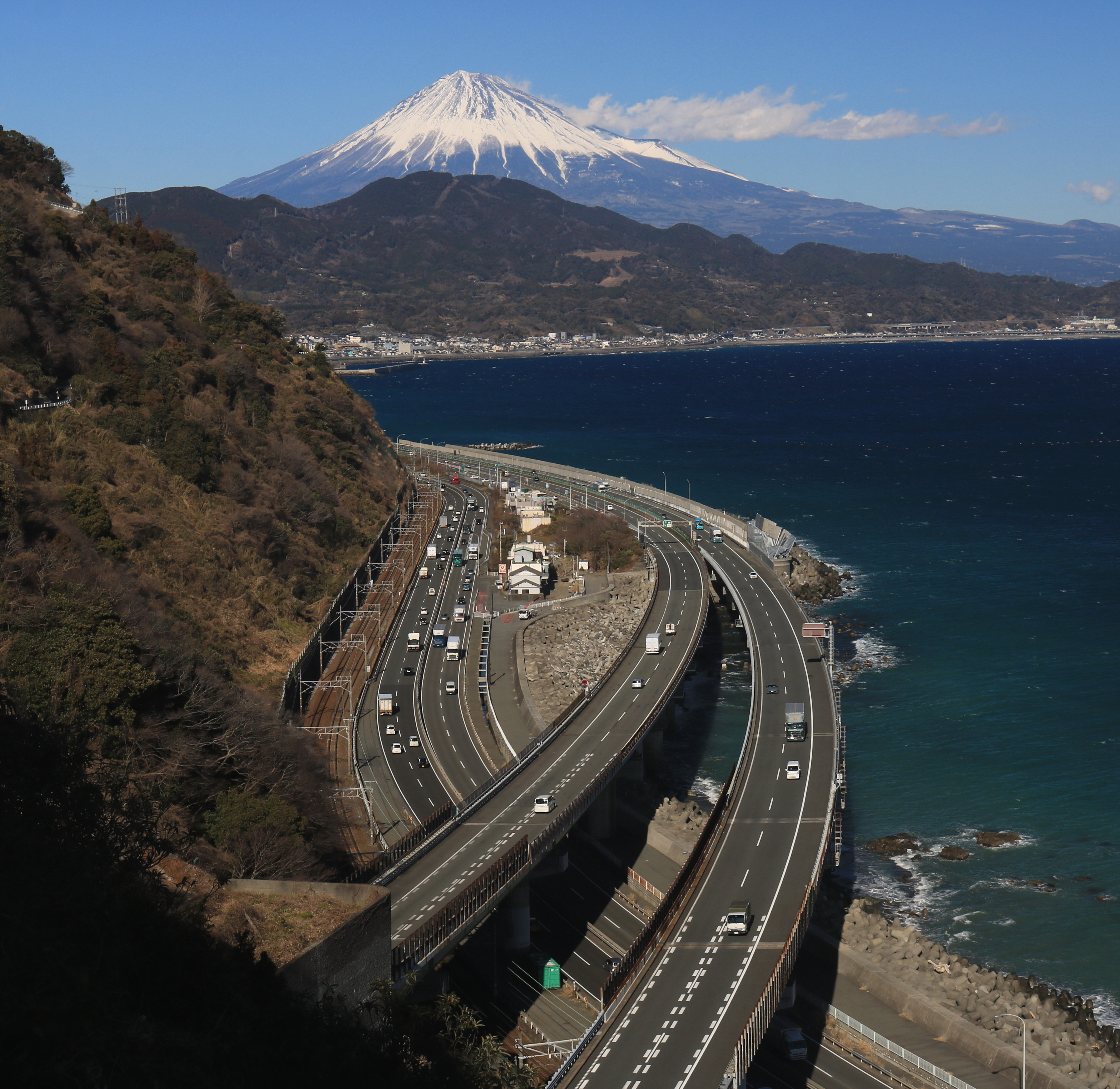
Zatoka Suruga w tle z górą Fudżi, widziana z przełęczy Satta
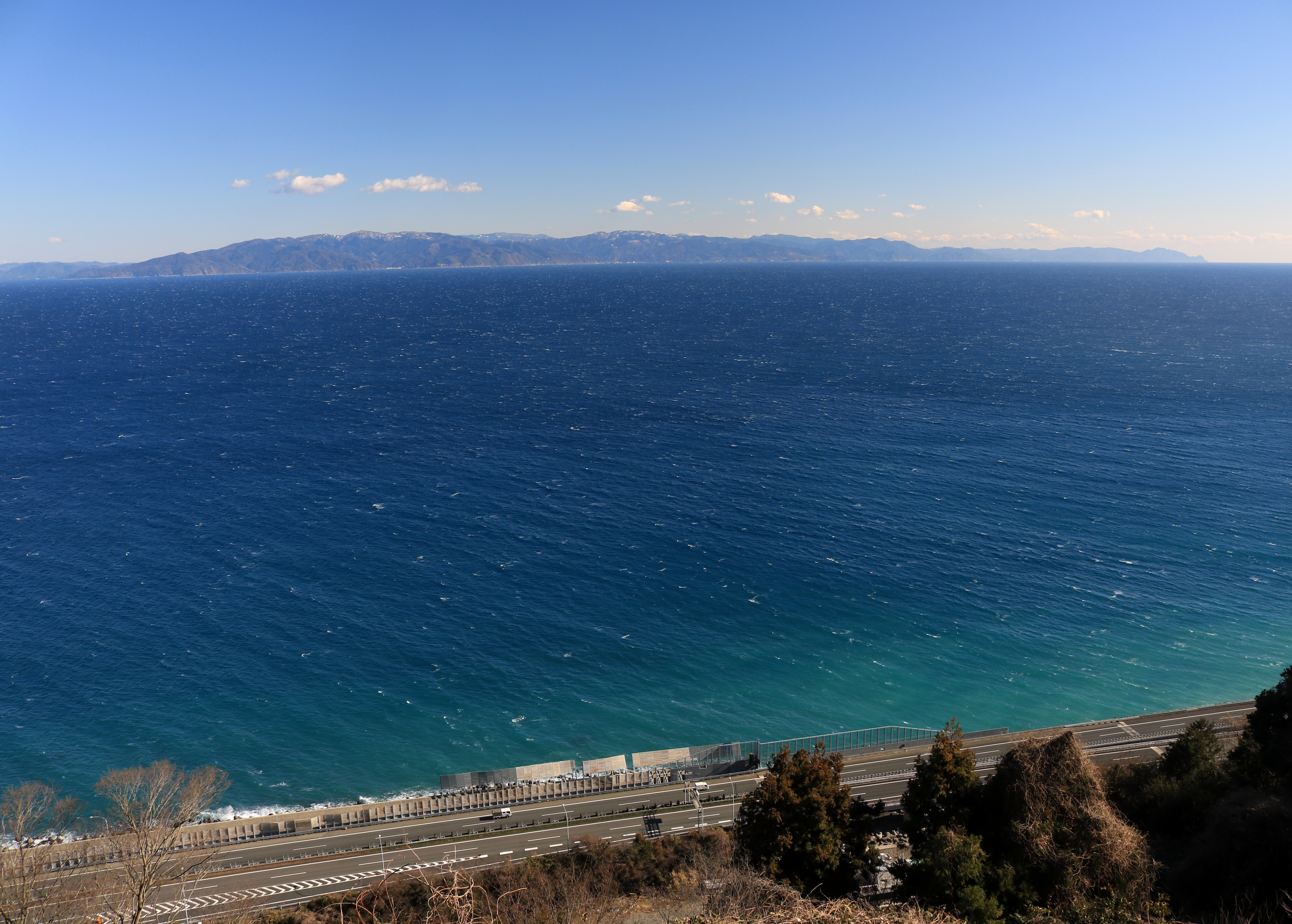
Półwysep Izu widziany poprzez zatokę Suruga
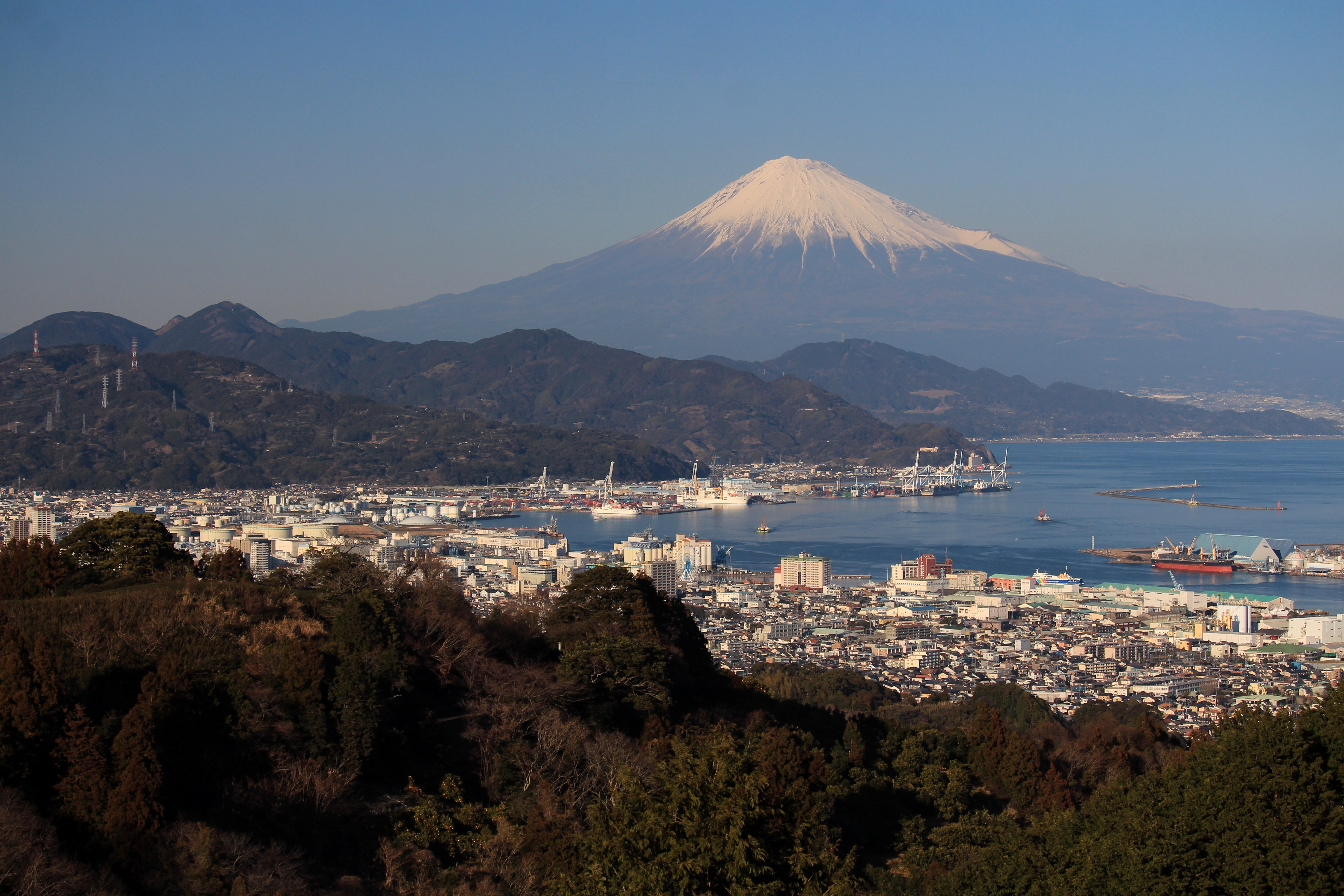
Port w Shimizu i Fudżi
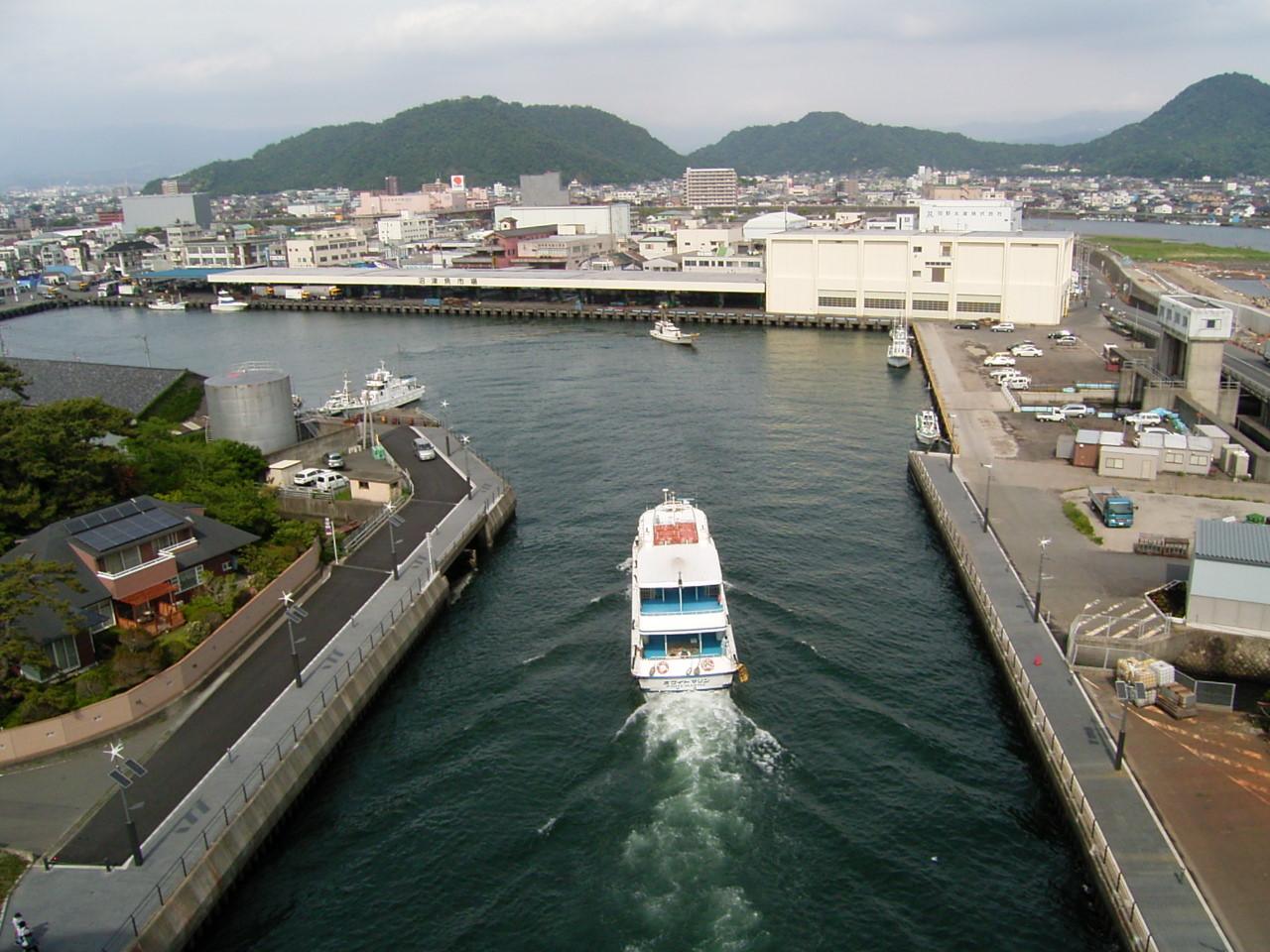
Port w Numazu
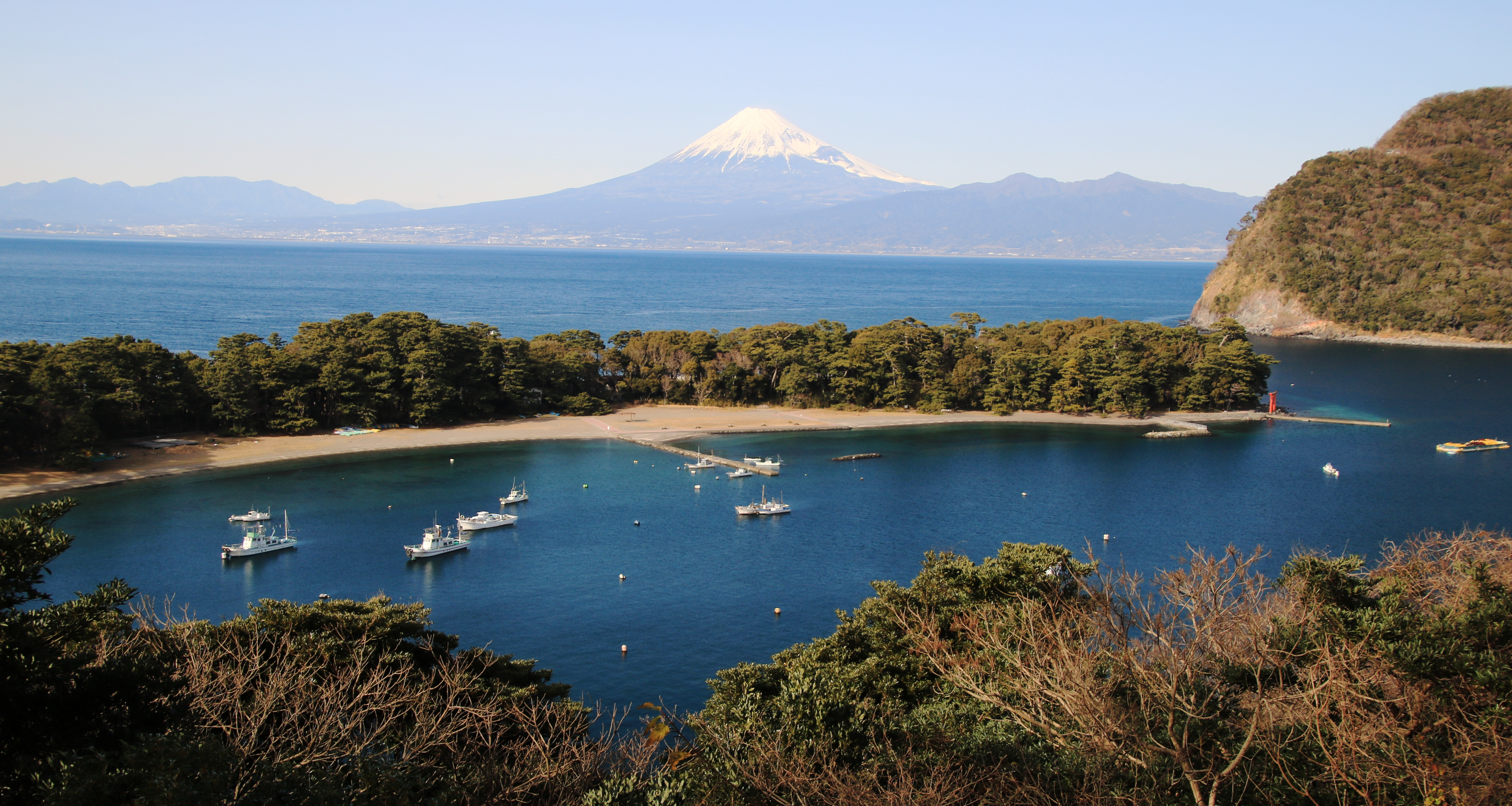
Przylądek Mihama[2] (zachodnie wybrzeże płw. Izu), zatoka Suruga, w głębi Fudżi